# Motyxia
Motyxia là một chi cuốn chiếu có chứa Axit xianhidric bản địa của miền Nam Sierra Nevada, Tehachapi, và núi Santa Monica của California ở Hoa Kỳ. Những loài trưởng thành trong chi Motyxia có chiều dài từ 3 đến 4 cm và có chiều rộng từ 4.5 đến 8 mm, con cái to lớn hơn con đực. Bề ngoài tổng thể của chúng có màu hồng và cam (ngoại trừ M. pior) với những đường sọc đậm, ngoại trừ M. pior. Nhiều loài cuốn chiếu có thể phun chất độc là loài cuốn chiếu phát sáng còn có tên khoa học là Motyxia sequoia, dù trông chúng giống như một con cuốn chiếu bình thường, nhưng tuy nhiên, vào ban đêm, khi bị đe dọa, loài cuốn chiếu này sẽ phát sáng. Khi ánh sáng không đủ để xua đuổi mối nguy hiểm, loài cuốn chiếu này còn rỉ chất độc Xyanua và mùi hôi từ các chân nhỏ của mình.

## Các loài
- Motyxia dissecta Causey & Tiemann nec Wood, 1967
- Motyxia exilis Loomis, 1953
- Motyxia expansa Loomis, 1953
- Motyxia kerna Chamberlin, 1941
- Motyxia monica Chamberlin, 1944
- Motyxia pior Chamberlin, 1941
- Motyxia porrecta Causey & Tieman, 1969
- Motyxia sequoia (Chamberlin, 1941)
- Motyxia sequoiae (Loomis & Davenport, 1951)
- Motyxia tejona Chamberlin, 1947
- Motyxia tiemanni Causey, 1960
- Motyxia tularea (Chamberlin, 1949)